# Gabriel de Mendizábal
Pour les articles homonymes, voir Mendizábal.
 (décembre 2013).
Gabriel de Mendizábal Iraeta, né le 14 mai 1765 à Vergara (dans la province du Guipuscoa) et mort le 1er septembre 1838 à Madrid, est un général espagnol ayant combattu pendant la guerre d'indépendance espagnole. Il est connu pour avoir commandé l'armée espagnole à la bataille de Gebora où il est vaincu par les troupes françaises des maréchaux Soult et Mortier.